# Lucas Hedges
Lucas Hedges (Brooklyn, 12 december 1996) is een Amerikaans acteur.

## Biografie
Lucas Hedges werd in Brooklyn (New York) geboren als de zoon van dichteres en actrice Susan Titman en filmmaker Peter Hedges. Hij heeft een oudere broer, Simon. Zijn grootmoeder langs moederszijde, Narcissa Titman, is een gewezen theaterregisseuse. Tijdens zijn jeugd bracht Hedges regelmatig een bezoek aan de filmsets waar zijn vader werkzaam was.

## Carrière
Reeds als tiener begon Hedges te acteren in films. In 2007 hij een figurantenrol in Dan in Real Life, een komedie die door zijn vader geschreven en geregisseerd werd. Later werd hij tijdens een schooltoneel opgemerkt door de castingdirector van Wes Anderson, die hem vervolgens castte als het personage Redford in de film Moonrise Kingdom (2012). Later had hij ook een cameo in Andersons volgende film, The Grand Budapest Hotel (2014).
Zijn grote doorbraak volgde in 2016, toen hij een belangrijke bijrol mocht vertolken in Kenneth Lonergans dramafilm Manchester by the Sea. De film leverde hem onder meer een Oscarnominatie op.

## Prijzen en nominaties
| Film                         | Categorie               | Uitslag        |
| Academy Awards               | Academy Awards          | Academy Awards |
| ---------------------------- | ----------------------- | -------------- |
| Manchester by the Sea (2016) | Beste mannelijke bijrol | Genomineerd    |

## Filmografie
- Dan in Real Life (2007)
- Moonrise Kingdom (2012)
- Arthur Newman (2013)
- The Zero Theorem (2013)
- Labor Day (2014)
- The Grand Budapest Hotel (2014)
- Kill the Messenger (2014)
- Anesthesia (2015)
- Manchester by the Sea (2016)
- Lady Bird (2017)
- Three Billboards Outside Ebbing, Missouri (2017)
- Boy Erased (2018)
- Ben Is Back (2018)
- Mid90s (2018)
- Honey Boy (2019)
- Waves (2019)